# Skype Empresarial
Skype Empresarial (en inglés Skype for Business, anteriormente Microsoft Lync y Microsoft Communicator) fue un servicio de mensajería instantánea actualmente descontinuado, lanzado por Microsoft Office Communications Server, como una parte integrada del paquete de Microsoft Office 365.
Skype empresarial funciona con las aplicaciones de Office y es compatible para usuarios de suites ofimáticas de Mac OS y algunos sistemas operativos de telefonía móvil más avanzados, como Windows Phone, Android,  iOS y Symbian.
La aplicación se debe adquirir en forma independiente, por medio de la compra de la licencia de uso. Sin embargo, fue incluida en el paquete de Microsoft Office 2016, en su versión Professional Plus.
En este servicio se integran simultáneamente varios modos de comunicación, incluida mensajería instantánea, videoconferencia, telefonía, uso compartido de aplicaciones y transferencia de archivos.
En marzo de 2020, Microsoft lo fusionó con el cliente Microsoft Teams, con más funcionalidades, dentro del programa de transición de Office 365 a Microsoft 365. Dentro de este proceso desapareció Skype Empresarial.
En mayo de 2025  la aplicación Skype para particulares fue reemplazada por Teams.
Este programa dejó de dar soporte a partir del 31 de julio de 2021. Mientras que el servidor de Skype Empresarial 2019 tiene soporte extendido, el cual caducará el 14 de octubre del 2025.

## Outlook
Con la integración de Lync con Outlook, ahora puede ver la lista de contactos de Lync en Outlook. Puede programar reuniones, mantener un historial de conversaciones, ver información de presencia y responder mensajes de correo electrónico. También puede buscar e iniciar un mensaje instantáneo o una conversación telefónica si hay una persona disponible.
En los mensajes de correo electrónico de Outlook 2010, hay opciones para responder (o responder a todos) al mensaje de correo electrónico usando voz sobre IP (VoIP) o mensajería instantánea. En otras aplicaciones de Microsoft Office, en cualquier lugar en que aparezca un icono de presencia, los usuarios pueden iniciar una conversación de mensajería instantánea o de voz desde el menú contextual del icono de presencia.
Cuando los usuarios inician una sesión de mensajería instantánea o llamada VoIP desde dentro de un mensaje de correo electrónico de Microsoft Outlook, aparece automáticamente una línea de asunto en la ventana de llamada para proporcionar una referencia contextual para los destinatarios.
Los usuarios pueden instalar el Complemento para conferencias para Outlook y programar conferencias con Office Live Meeting y llamadas de conferencia con Lync.
Además, Office Communications puede configurarse para almacenar un historial de conversaciones del usuario en una carpeta de Outlook. Esto incluye todas las conversaciones de mensajes instantáneos, llamadas telefónicas y llamadas reenviadas.
Cada elemento de la carpeta Historial de conversaciones incluye lo siguiente:
- Hora y fecha del mensaje.
- Asunto de la conversación.
- Nombres de los participantes.
- Presencia actual de los participantes.

Si los usuarios no están delante de sus equipos cuando un contacto inicia una conversación, aparece una notificación de conversación perdida en la bandeja de entrada de Exchange del usuario, resaltada con un icono en Lync.